# Krendowskiidae
Krendowskiidae är en familj av kvalster. Krendowskiidae ingår i ordningen Trombidiformes, klassen spindeldjur, fylumet leddjur och riket djur. Enligt Catalogue of Life omfattar familjen Krendowskiidae 3 arter. 
Kladogram enligt Catalogue of Life:
| Krendowskiidae | \| \| Geayia \| \| \| \| \| \| Krendowskia \| \| \| \| |
|                | \| \| Geayia \| \| \| \| \| \| Krendowskia \| \| \| \| |
|                | Geayia                                                 |
|                |                                                        |
|                | Krendowskia                                            |
|                |                                                        |